# IC 1793
IC 1793 — галактика типу Sab (компактна витягнута галактика) у сузір'ї Трикутник.
Цей об'єкт міститься в оригінальній редакції індексного каталогу.